# Giờ mất tích
Giờ mất tích (tiếng Anh: Weapons) là một bộ phim kinh dị bí ẩn của Hoa Kỳ năm 2025 do Zach Cregger viết kịch bản, đồng sáng tác nhạc phim, sản xuất và đạo diễn. Bộ phim có sự tham gia của Josh Brolin, Julia Garner, Alden Ehrenreich, Austin Abrams, Cary Christopher, Benedict Wong và Amy Madigan. Cốt truyện xoay quanh bí ẩn của 17 đứa trẻ cùng lớp bỏ trốn mất tích vào cùng một đêm.
Giờ mất tích được công chiếu tại Philippines vào ngày 6 tháng 8 năm 2025 và được Warner Bros. Pictures phát hành tại Hoa Kỳ vào ngày 8 tháng 8 năm 2025. Bộ phim được giới phê bình tán dương và đã thu về 29,7 triệu đô la Mỹ trên toàn cầu.

## Nội dung
Vào 2:17 sáng tại Maybrook, Pennsylvania, 17 trong số 18 học sinh tiểu học trong lớp học của giáo viên Justine Gandy đột nhiên rời khỏi nhà và biến mất, ngoại trừ Alex Lilly. Cảnh sát tiến hành điều tra vụ án và thẩm vấn Alex với Justine, nhưng không tìm được manh mối nào.
Gần một tháng sau vụ mất tích, Hiệu trưởng Marcus Miller cho Justine nghỉ phép vì cộng đồng nghi ngờ cô dính líu tới vụ việc. Justine trở nên trầm cảm và tìm đến rượu bia cùng với bạn trai cũ là cảnh sát Paul Morgan. Đồng thời, Archer Graff, bố của một trong những đứa trẻ mất tích, bắt đầu tự điều tra vụ việc sau khi trở nên bất mãn với tiến độ của cảnh sát.
Justine trở nên lo lắng về sức khỏe của Alex và theo cậu bé về nhà. Cô nhận thấy rằng tất cả các cửa sổ của ngôi nhà đều được dán giấy báo và bố mẹ của Alex có trạng thái kỳ lạ. Justine xin Marcus kiểm tra tình hình của gia đình Alex. Justine và Archer mơ về những đứa trẻ mất tích và một người phụ nữ bí ẩn. Archer phát hiện ra rằng những đứa trẻ đều chạy theo cùng một hướng nhưng không xác định được điểm đến. Justine đến thăm nhà của Alex nhưng ngủ quên trong xe; vào ban đêm, một người phụ nữ ra khỏi nhà và cắt một lọn tóc của Justine.
Ở một diễn biến khác, James là một người nghiện ma túy và bị Paul hành hung sau một cuộc rượt đuổi. James đột nhập vào nhà của Alex để trộm đồ đạc và phát hiện những đứa trẻ mất tích ở dưới tầng hầm trong một trạng thái bất động. Anh đến đồn cảnh sát để trình báo vụ việc nhằm lấy tiền thưởng nhưng bị Paul đuổi theo. James chạy vào rừng và thấy người phụ nữ trong ác mộng của Justine và Archer. Paul bắt được James và chở anh đến nhà của Alex để điều tra tin báo của James. Một vài tiếng sau khi vào nhà, Paul ra xe và kéo James vào nhà cùng với anh.
Gladys, một người tự xưng là dì của Alex, đến nói chuyện với Marcus tại trường và thông báo rằng cô đang chăm sóc Alex vì bố mẹ của Alex đang bị bệnh. Marcus yêu cầu được gặp bố mẹ của Alex để xác minh thông tin. Không lâu sau đó, Gladys đến nhà của Marcus và Terry, chồng của Marcus. Cô thôi miên Marcus giết Terry và ra lệnh anh tìm giết Justine bằng lọn tóc của cô. Marcus tấn công Justine tại một trạm xăng trong khi cô đang cãi nhau với Archer. Marcus đuổi theo Justine nhưng bị xe tông chết. Tại bệnh viện, Justine và Archer làm hòa với nhau và nhận ra rằng những đứa trẻ mất tích đều chạy đến nhà của Alex.
Justine và Archer đến nhà của Alex và phát hiện ra rằng Gladys đang ở nhờ nhà của Alex. Gladys hóa ra là một phù thủy sử dụng một chậu cây để trường sinh bằng cách hấp thụ năng lượng của người khác. Sau khi khiến bố mẹ Alex rơi vào trạng thái hôn mê, Gladys yêu cầu Alex đi gom đồ từ các bạn cùng lớp và đe dọa sẽ giết bố mẹ cậu nếu Alex không nghe lời. Gladys sử dụng những món đồ để triệu hồi những đứa trẻ đến nhà của Alex.
Gladys ra lệnh Paul và James tấn công Justine và Archer. Justine cướp súng của Paul và bắn chết cả hai người. Archer xuống tầng hầm để tìm Matthew nhưng bị Gladys thôi miên tấn công Justine. Alex cố thủ trong phòng Gladys sau khi bị bố mẹ tấn công. Cậu bắt chước phép thuật của Gladys và ra lệnh những đứa trẻ tấn công Gladys. Những đứa trẻ đuổi theo Gladys và giết cô. Archer đoàn tụ với Matthew và mang cậu về nhà.
Lời dẫn chuyện kể rằng Alex chuyển đến sống với một người dì khác khi bố mẹ anh bị đưa vào bệnh viện tâm thần. Những đứa trẻ đoàn tụ với bố mẹ trong tình trạng mất trí sau khi thuật phép được hóa giải; nhiều năm sau, một số đứa trẻ bắt đầu nói chuyện trở lại.

## Diễn viên
- Josh Brolin trong vai Archer Graff, bố của Matthew, một trong những đứa trẻ mất tích.[5]
- Julia Garner trong vai Justine Gandy, giáo viên của tất cả những đứa trẻ mất tích.[5]
- Alden Ehrenreich trong vai Paul Morgan, một cảnh sát bạo lực và bạn trai cũ của Justine.[5]
- Austin Abrams trong vai James, một người nghiện ma túy vô gia cư.
- Cary Christopher trong vai Alex Lilly, học sinh không mất tích duy nhất trong lớp của Justine.
- Benedict Wong trong vai Marcus Miller, hiệu trưởng.
- Amy Madigan trong vai Gladys, "dì" của Alex và một phù thủy hấp thụ năng lượng của trẻ em để trường sinh bất lão.
- Toby Huss trong vai Ed Locke, đội trưởng cảnh sát và bố vợ của Paul.
- Sara Paxton trong vai Erica, mẹ của Bailey, một trong những đứa trẻ mất tích.
- Justin Long trong vai Gary, bố của Bailey, một trong những đứa trẻ mất tích.
- June Diane Raphael trong vai Donna Morgan, vợ của Paul và con gái của Ed.
- Whitmer Thomas trong vai ông Lilly, bố của Alex.
- Callie Schuttera trong vai bà Lilly, mẹ của Alex.
- Clayton Farris trong vai Terry Miller, chồng của Marcus.
- Luke Speakman trong vai Matthew Graff, con trai của Archer và một trong những đứa trẻ mất tích.
- Scarlett Sher lồng tiếng đứa trẻ dẫn chuyện của bộ phim.

## Sản xuất

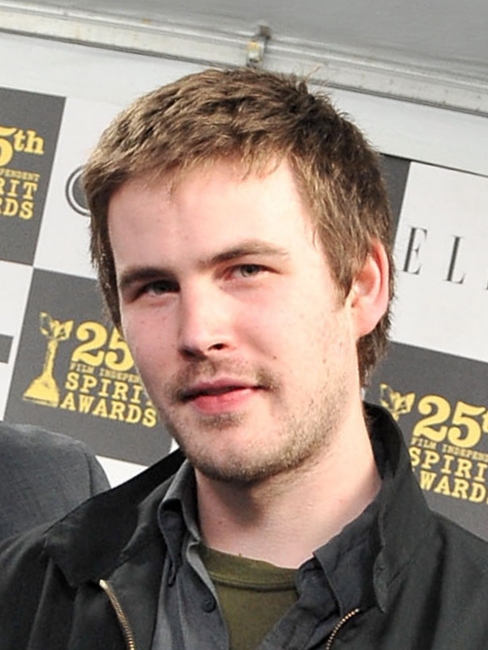
Zach Cregger đấu giá bản quyền kịch bản phim với giá 38 triệu đô la Mỹ.

### Phát triển
Sau thành công về doanh thu phòng vé và phê bình của bộ phim đầu tay Barbarian (2022), Zach Cregger bắt đầu viết một kịch bản đặc tả có tựa đề Weapons. Kịch bản được mô tả là một "sử thi kinh dị" với "câu chuyện cá nhân" hơn đối với Cregger và lấy cảm hứng một phần từ bộ phim Magnolia (1999) của Paul Thomas Anderson và tiểu thuyết A Visit from the Goon Squad của Jennifer Egan. Cregger có động lực viết kịch bản sau khi Trevor Moore, một người bạn thân và cộng sự của anh, qua đời. Kịch bản được đưa ra đấu giá vào ngày 22 tháng 1 năm 2023 giữa Netflix, New Line Cinema, TriStar Pictures và liên danh Jordan Peele với Universal Pictures.
Cregger cho biết kịch bản được chuyển đến các hãng phim vào lúc 8:00 sáng ngày 23 tháng 1 năm 2023 và đến 9:30 sáng, Michael De Luca, CEO của Warner Bros. Pictures, liên hệ với anh để chốt thỏa thuận. New Line mua lại kịch bản trong vòng 24 giờ với mức giá 38 triệu đô la Mỹ, bao gồm mọi chi phí sản xuất, tiền lương và cam kết phát hành tại rạp. Ngoài ra, Cregger được nhận 10 triệu đô la Mỹ với tư cách là biên kịch, đạo diễn, nhà sản xuất và đặc quyền cắt cuối cùng (nếu khán giả phản ứng tích cực tại buổi chiếu thử). Mức giá của Universal thấp hơn 7 triệu đô la Mỹ so với của Warner Brothers. Sau khi thua đấu giá, Jordan Peele chấm dứt hợp đồng với quản lý lâu năm là Joel Zadak và Peter Principato; Principato cũng là quản lý của Cregger

### Tuyển diễn viên
Từ tháng 5 đến tháng 7 năm 2023, Pedro Pascal, Renate Reinsve, Brian Tyree Henry, Austin Abrams, Tom Burke và June Diane Raphael được chọn vào vai. Tuy nhiên, do tranh chấp lao động tại Hollywood, Pascal, Reinsve, Henry và Burke buộc phải rút khỏi bộ phim do xung đột lịch trình; Pascal đặc biệt phải rút khỏi dự án vì đã có hợp đồng trong bộ phim Bộ tứ siêu đẳng: Bước đi đầu tiên (2025) của Vũ trụ Điện ảnh Marvel.
Tháng 2 năm 2024, Josh Brolin được chọn để thay thế Pascal. Tháng 4, Julia Garner (thay thế Reinsve) và Alden Ehrenreich (thay thế Burke) được công bố tham gia bộ phim. Tháng 5 năm 2024, Benedict Wong (thay thế Henry), Amy Madigan và Cary Christopher được công bố là tham gia dàn diễn viên.

### Quay phim
Quay phim chính bắt đầu tại Atlanta vào tháng 5 năm 2024 và hoàn tất vào tháng 7 năm 2024. Trường Tiểu học Maybrook trong bộ phim là một trường tiểu học tại Tucker, Georgia. Theo tạp chí Time Out, phim trường có hơn 170 trẻ em vào những ngày quay phim bận rộn nhất. Đoàn làm phim thuê các chuyên gia trẻ em để chơi với các em khi không quay phim.

## Nhạc phim
Nhạc phim được Warner Records phát hành vào ngày 1 tháng 8 năm 2025, gồm 36 bản nhạc do Ryan Holladay, Hays Holladay và đạo diễn Zach Cregger sáng tác.

### Danh sách bài nhạc
| STT              | Nhan đề                  | Thời lượng |
| ---------------- | ------------------------ | ---------- |
| 1.               | "Maddie"                 | 1:44       |
| 2.               | "Main Theme"             | 1:59       |
| 3.               | "Who's There?"           | 0:38       |
| 4.               | "Following"              | 0:47       |
| 5.               | "Newspaper"              | 1:25       |
| 6.               | "Don't You Find It Odd?" | 1:02       |
| 7.               | "What Could've Happened" | 0:56       |
| 8.               | "Nightmares"             | 0:33       |
| 9.               | "Snip"                   | 1:21       |
| 10.              | "Daybreak"               | 0:41       |
| 11.              | "Troubled Person"        | 1:04       |
| 12.              | "Where Are You?"         | 4:16       |
| 13.              | "Map"                    | 1:00       |
| 14.              | "Waiting Game"           | 0:49       |
| 15.              | "Gasoline"               | 1:11       |
| 16.              | "Stop Right There"       | 0:51       |
| 17.              | "Serious Hot Water"      | 1:01       |
| 18.              | "Donna"                  | 1:00       |
| 19.              | "James"                  | 1:13       |
| 20.              | "Room to Room"           | 1:51       |
| Tổng thời lượng: | Tổng thời lượng:         | 42:14      |

## Phát hành
Giờ mất tích ban đầu được được lên lịch công chiếu vào ngày 16 tháng 1 năm 2026, nhưng sau đó được đẩy lịch phát hành lên ngày 8 tháng 8 năm 2025 tại Hoa Kỳ.

## Đón nhận

### Doanh thu phòng vé
Vào ngày đầu ra mắt, Giờ mất tích thu về 18,2 triệu đô la triệu đô la Mỹ ở Hoa Kỳ và Canada và 11,5 triệu đô la Mỹ ở những thị trường khác với tổng doan thu toàn cầu là 29,7 triệu đô la Mỹ.  

### Đánh giá chuyên môn
Trên trang web tổng hợp đánh giá Rotten Tomatoes, 95% trong số 226 bài phê bình được xác định là tích cực.  Nhìn chung các nhà bình luận đều đồng thuận ở nội dung: "Zach Cregger kể một câu chuyện được thêu dệt khéo léo về bí ẩn đáng sợ và âm mưu ly kỳ trong Giờ mất tích, một tác phẩm thành công thứ hai củng cố vị thế bậc thầy về thể loại kinh dị của anh." Trang Metacritic sử dụng công thức bình quân gia quyền, đã chấm bộ phim số điểm 81/100 dựa trên 46 nhà phê bình, cho thấy "sự tán dương rộng rãi". Hãng nghiên cứu tiếp thị CinemaScore chấm bộ phim điểm trung bình "A−" trên thang điểm từ A+ đến F, trong khi khán giả do PostTrak khảo sát chấm bộ phim số điểm 4/5 sao, với 65% cho biết sẽ chắc chắn giới thiệu bộ phim.

### Đề cử và giải thưởng
| Giải thưởng                               | Ngày                    | Hạng mục                | Đề cử        | Kết quả | Ct.    |
| ----------------------------------------- | ----------------------- | ----------------------- | ------------ | ------- | ------ |
| Giải thưởng phim giữa mùa Astra lần thứ 8 | Ngày 3 tháng 7 năm 2025 | Phim được mong đợi nhất | Giờ mất tích | Đề cử   | [ 28 ] |